# Сахтурис, Мильтос
Мильтос Сахтурис (греч. Μίλτος Σαχτούρης; 29 июля 1919, Афины — 29 марта 2005, Афины) — греческий поэт, один из самых важных поэтов Греции послевоенного периода.

## Биография
Прадед Сахтуриса — адмирал Георгиос Сахтурис — был героем национально-освободительной революции 1821 года. Отец поэта Димитриос Сахтурис был крупным юристом и мечтал, чтобы сын пошёл по его стопам. Мильтос поступает на юридический факультет Афинского университета, но после смерти отца бросает его и занимается исключительно литературой.
Сначала Сахтурис печатается под псевдонимом Мильтос Хрисанфис. Недовольный вышедшим в 1941 году сборником стихов, поэт сжигает экземпляры, которые ему удалось собрать. В 1941-45 гг. страдает от туберкулёза. В середине 40-х знакомится с поэтами-сюрреалистами Одиссеасом Элитисом и Никосом Энгонопулосом, с которым у него завязывается тесная дружба. С 1949 по 1951 год служит в армии, где заболевает нервным расстройством. Во время лечения знакомится с психиатром Танасом Константинидисом, который становится его близким другом.
Сахтурис часто посещал кофейню «Бразилиан», где в 50-80 е годы собирались такие поэты, как Одиссеас Элитис, Такис Синопулос, Никос Карузос и др. Сахтурис был домоседом и практически всю жизнь провёл в Афинах. Однако, в 1954 году он совершает поездку на остров Миконос, затем откроет для себя остров Порос, куда регулярно приезжает с 60-х по 90-е годы. После смерти матери в 1955 году продаёт фамильные земли и особняк и живёт в съёмной квартире.
Признание к Сахтурису пришло далеко не сразу. С 1960 года, после статьи Норы Анагностаки «Трудные времена в зеркале поэзии Мильтоса Сахтуриса», начинается постепенное восхождение поэта к славе. В 1977 году выходит первое собрание сочинений и пластинка с записью 43 стихотворений, прочитанных автором. Профессор Д.Маронитис читает курс о поэзии Сахтуриса в Салоникском Аристотелевском университете. В юбилейном 1979 году появляется множество статей и первая монография о поэте (Яннис Даллас "введение в поэтику Мильтоса Сахтуриса.), выходит несколько телепередач с его участием. В 1992 г. Яннис Смарагдис снимает фильм о Сахтурисе («Кто такой Безумный заяц?»). В России стихи Сахтуриса переводили Ирина Ковалёва и Светлана Ильинская.

## Характеристика творчества
Хотя Сахтурис стоял вне школ и направлений, его связывают в первую очередь с сюрреализмом. Исследователи также находят связь поэта с экспрессионизмом и символизмом. И.Ковалёва видит в творчестве Сахтуриса заключительный этап греческого высокого модерна. Среди любимых поэтов Сахтуриса — Рильке, Тракль, Дилан Томас, Гийом Аполлинер. Сахтуриса мало интересует литературная игра, у него почти нет отсылок к творчеству других поэтов. Также мало он обращается к греческой мифологии. Зато Сахтурис воссоздаёт хтонический миф изнутри с его ужасом и иррационализмом. Логическая связь между образами часто ослаблена, необычные их сочетания придают им выразительность. Военная тема у Сахтуриса лишена историчности и служит символом движения к распаду и небытию. Переводить Сахтуриса трудно: его стиль нейтрален, лишён украшений, слова используются самые обыденные.

## Поэтические сборники
- 1941 Музыка моих островов
- 1945 Забытая
- 1948 Баллады
- 1952 Лицом к стене — одна из лучших книг поэта.
- 1956 Когда я к вам обращаюсь — премия «Молодые европейские поэты» RAI.
- 1958 Призраки спектра, или Радость на другой улице
- 1960 Прогулка
- 1962 Отметины — Государственная премия второй степени в области поэзии.
- 1964 Печать, или Восьмая Луна
- 1971 Утварь
- 1977 Стихи 1945—1971 гг.
- 1980 Цветораны
- 1986 Эктоплазмы — Государственная премия первой степени в области поэзии.
- 1990 Погружение
- 1996 С тех пор
- 1998 Противоход времени
- 2001 Стихи 1980—1998 гг[1].